# Gervazio Moses Chisendera
Gervazio Moses Chisendera (* 1928 in Buluzi-Minga; † 14. August 2004) war Bischof von Dedza.

## Leben
Gervazio Moses Chisendera empfing am 4. September 1960 die Priesterweihe.
Papst Johannes Paul II. ernannte ihn am 25. Juni 1984 zum Bischof von Dedza. Der Bischof von Lilongwe, Matthias A. Chimole, weihte ihn am 30. September desselben Jahres zum Bischof; Mitkonsekratoren waren James Chiona, Erzbischof von Blantyre, und Medardo Joseph Mazombwe, Bischof von Chipata.
Von seinem Amt trat er am 7. September 2000 zurück.